# Fűr
Fűr (szlovákul Rúbaň, korábban Fyr) község Szlovákiában, a Nyitrai kerületben, az Érsekújvári járásban. Közigazgatási területe 16,1 km².

## Fekvése
Érsekújvártól 18 km-re kelet-délkeletre fekszik, a Dunamenti-dombvidék nyugati lábánál. Áthalad rajta a Kürt-Jászfalu közötti országút. Határa kiváló szőlőtermő terület két kisebb víztározóval. Közigazgatásilag délről Kürt, keletről Szőgyén, nyugatról Perbete, északról pedig Csúz községek határolják.

## Élővilága

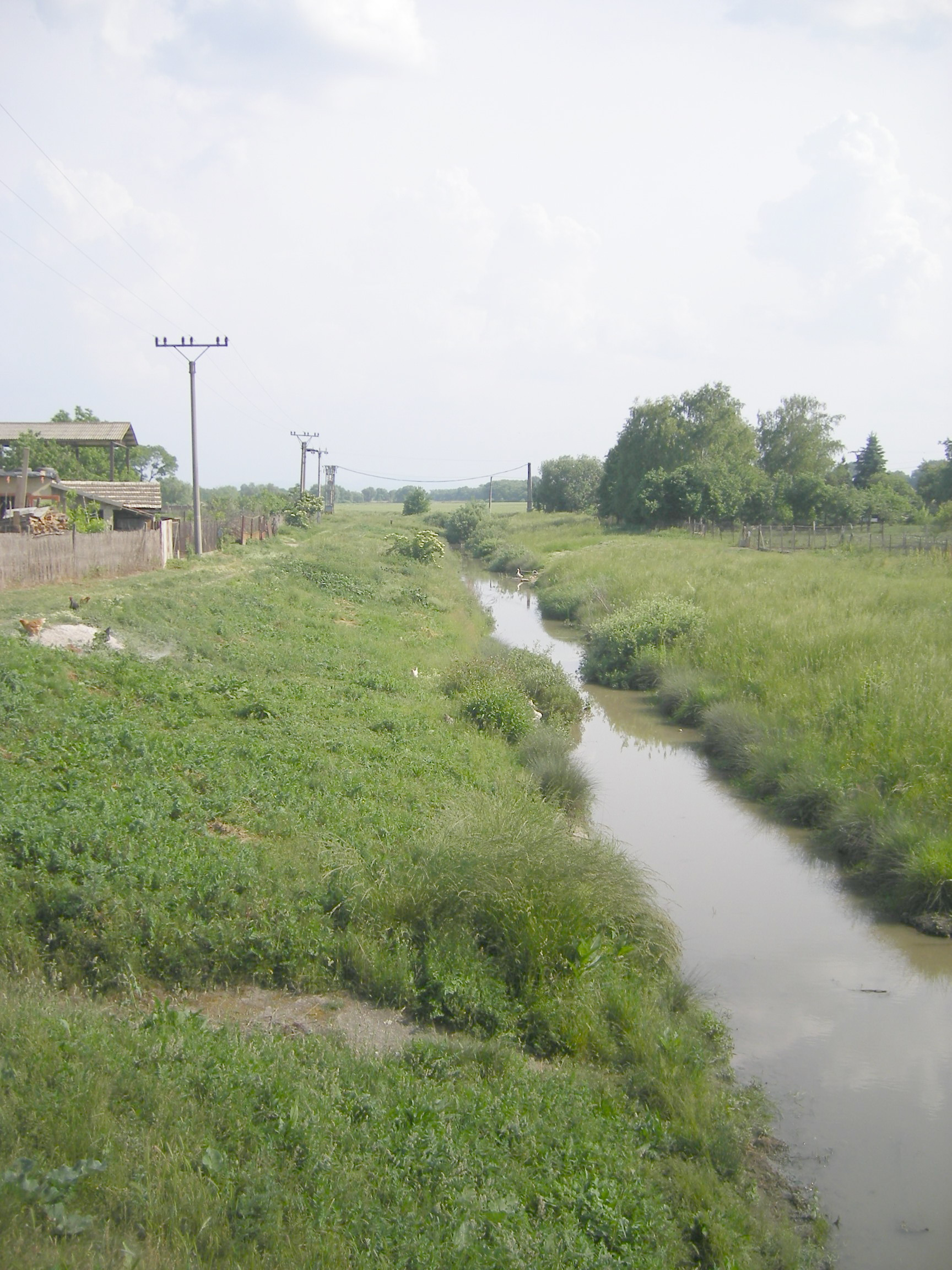
Párizs-patak
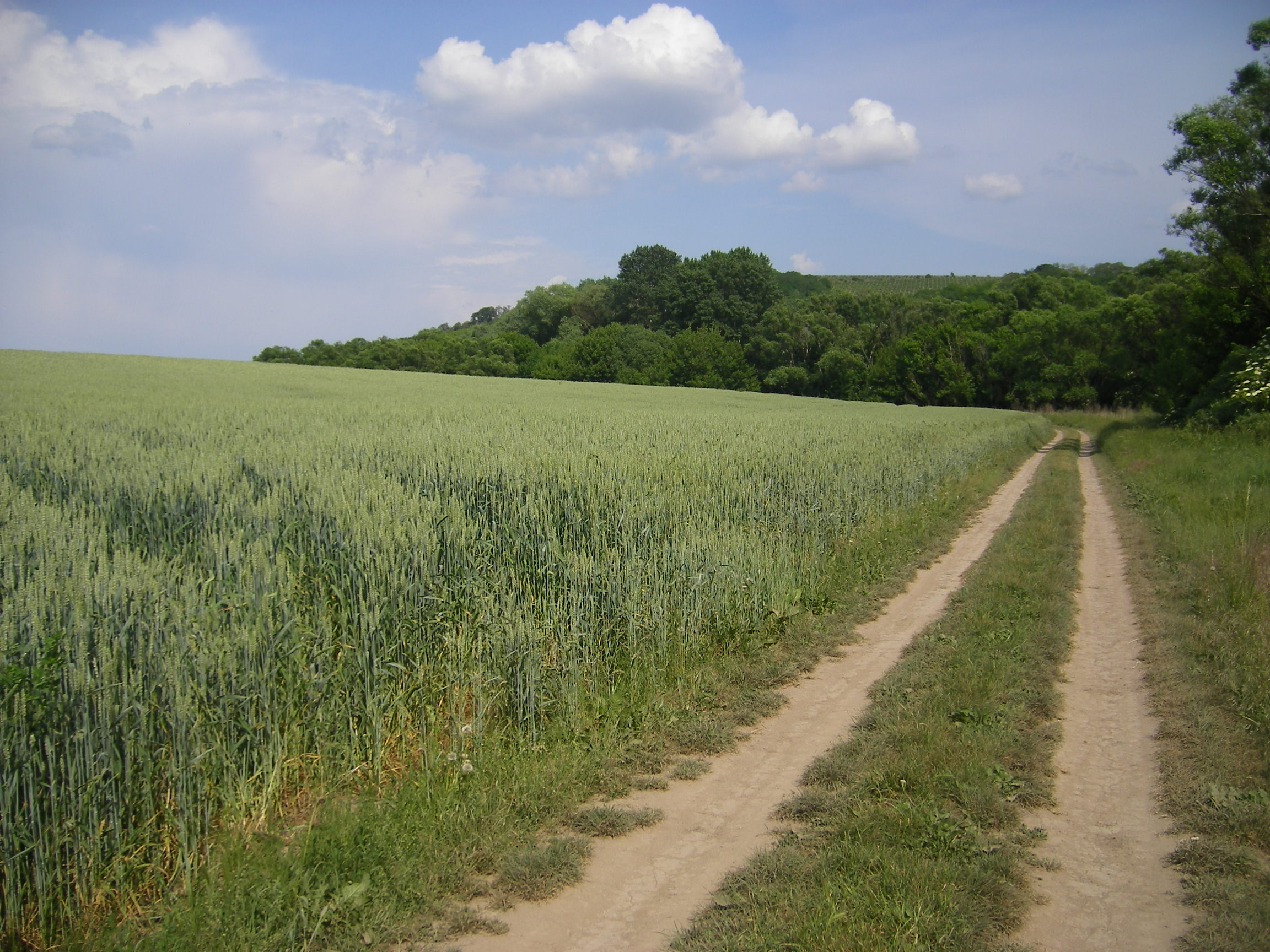
Tájkép a falutól keletre
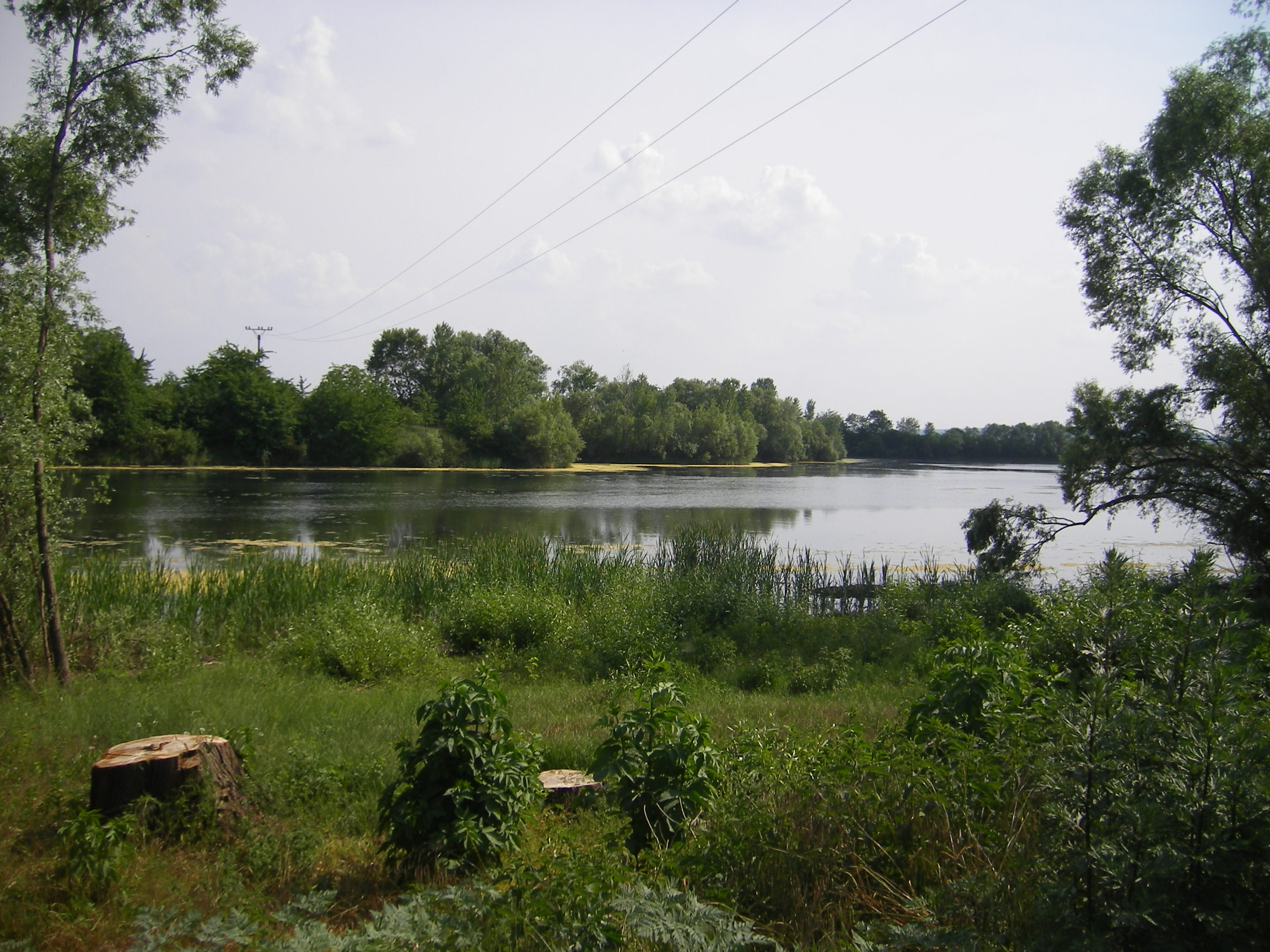
A Fűri-víztározó
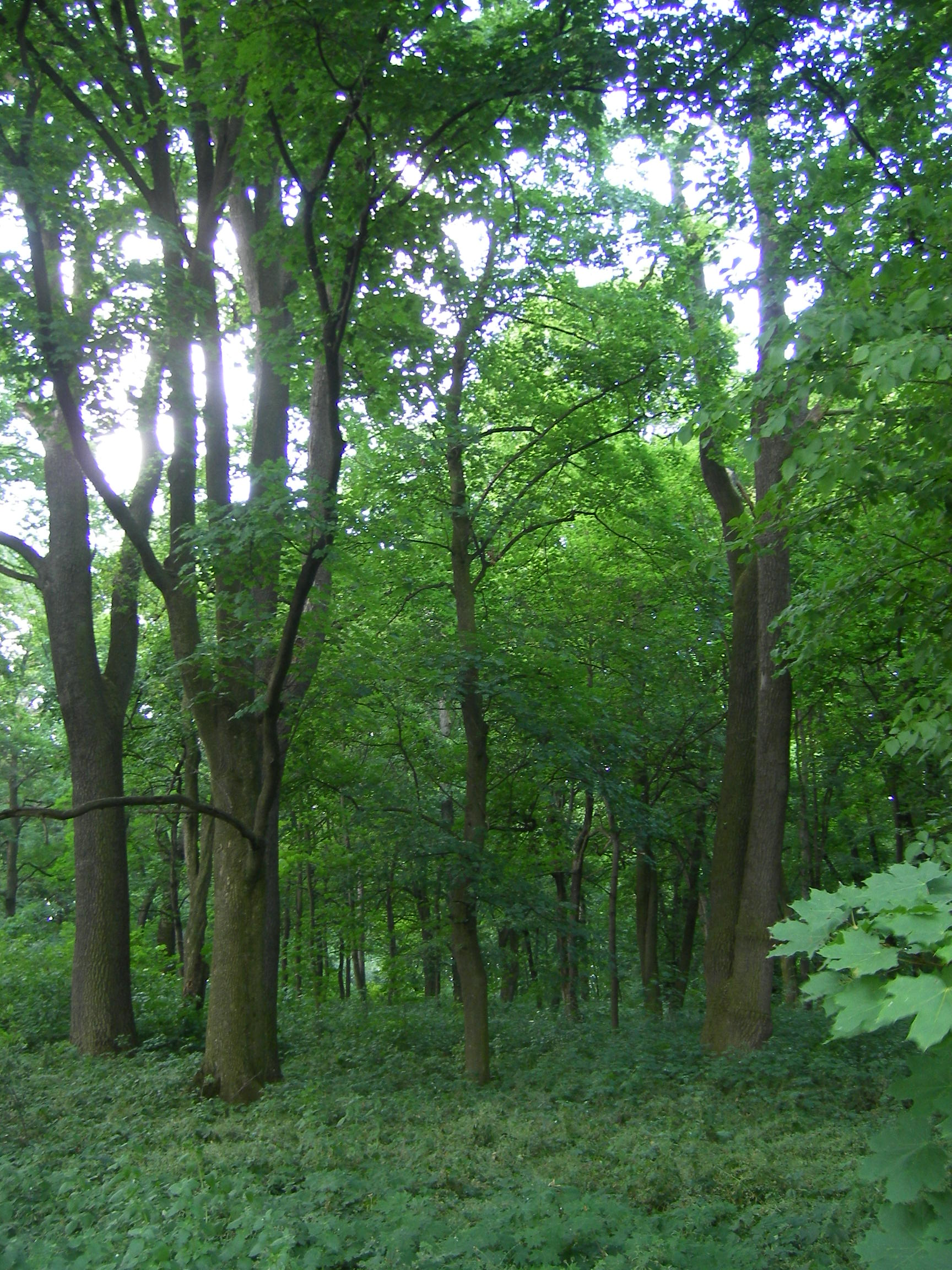
A Zichy-kastély parkja
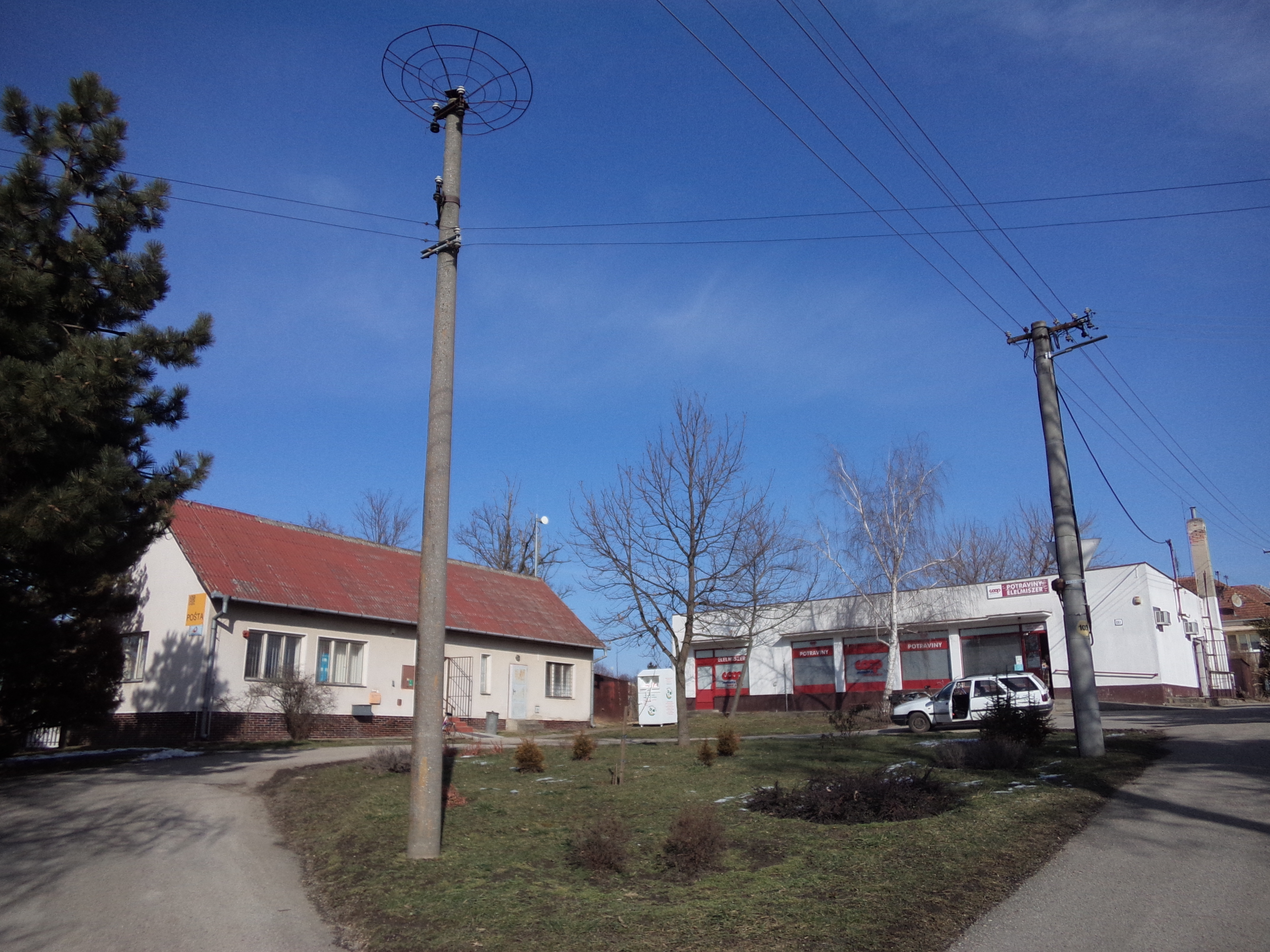

A faluban van gólyafészek alátét.

## Története
A község területe már a 8. században lakott volt. 1959-ben két avar sírt találtak pinceásás közben. A sírokból egy nagyszíjvéget és agyagedényt (szürke kerámia) sikerült megmenteni.
A mai települést 1268-ban Fyur alakban említik először. A falunak már a 13. században volt temploma. 1270-ben a komáromi váruradalom része lett. 1321-ben a trencséni váruradalomhoz csatolták, később királyi birtok. 1397-ben Fyr alakban említi oklevél. A 15. század közepén a huszita támadásoktól szenvedett. 1464-ben Für-i Smyr János itteni birtokát is Csuz-i Istvánnak és Miklósnak statuálták örök jogon. Az 1505-ös rákosmezei országgyűlésen Komárom vármegyét fűri Baloghy János is képviseli. 1505-ben Fywr néven szerepel oklevélben, ekkor Balogh János a birtokosa, aki 1538-ban a Senye családnak adja el a birtokot. 1525-ben Balthazar de Fywr két fűri puszta telkét 20 Ft-ért eladja Anthonio de Thotewr-nek és társainak.
1549-ben Palásthy János a birtokosa. 1552-ben Ali budai pasa serege pusztította el a falut. 1562-ben az Újfalussy család birtoka lett és mivel a család református hitre tért, a falu is felvette az új hitet. 1570-ben 15 házat és 50 fejadófizető személyt írtak össze a törökök. 1600-ban tizede több más faluéval együtt árendában volt.
1615-ben hódolt falu. 1631. július 1-én Fűr és Cigléd között vághatták le Kádas Miklóst és fiát Istvánt, akik katonai szolgálatban voltak. A 17. század közepén élő nagybaráthi Huszár Istvánnak többek között Fűrön is volt birtokrésze. 1664-ben 17 háztartásában 19 fejadófizetőt vettek számba a törökök. 1669-ben újra elpusztult faluként említik, ezt követően a lakosság pótlására szlovákokat telepítettek ide, ezzel ismét katolikus többségű falu lett. A 17. század végén vagy a 18. század elején 4 jobbágytelkét említik.
A Rákóczi-szabadságharc idején több kisebb összecsapás volt a falu területén. Az 1715-ös országos összeírás alkalmával 26 személyt írtak össze a faluban. A 18. század elején a Pócs család szerez birtokot a községben, melynek ezután több birtokosa is volt. 1831-ben kolera, 1855-ben pestisjárvány pusztított. A 19. században a Steiger és a Pócs család a főbb birtokosok, a községben ekkor gőzmalom is működött. 1890-ben egy tűzvészben leégett a régi templom, helyette 1908-ban újat kellett építeni.
Vályi András szerint "FÜR. Magyar falu Komárom Vármegyében, földes Urai Jánkovich, és több Urak, lakosai katolikusok, és más félék, fekszik Tsúztól, mellynek filiája fél, Perbetétől egy mértföldnyire. Határbéli földgye középszerű, réttye, legelője szűken, nádgya szükségjekre elég, szőlei meglehetősek; de mivel réttyeit néha a’ záporok járják, második Osztálybéli."
Fényes Elek szerint "Für, magyar falu, Komárom vármegyében, Csúzhoz 1/2, Komáromhoz 3 órányira, 600 kath., 40 zsidó lak., fiókegyházzal. Határa mérsékelt dombokon fekszik, igen kis része homokos, a többi jó fekete föld. Az egész áll 3585 holdból, melly közt 1701 h. urbériség, 1500 h. majorság, 295 h. erdő. Birják Jankovich, Pálffy, Szalay, Ordódy urak."
A trianoni békeszerződésig Komárom vármegye Udvardi járásához tartozott. Az első bécsi döntést követően 1938. november 7-én szabadították fel a magyar csapatok.
A második világháború után a községben is különböző megfontolásból sokan reszlovakizáltak. Ezt a helyi komisszár túlbuzgóságában magas illetékek beszedésével pénzre is váltotta, ami a Szlovák Liga kasszáját gazdagította. 1947. február 4-én indult a fűriek transzportja Kutná Hora állomásra a csehországi deportációba. A csehszlovák kormány betelepítési övezetekké nyilvánította a dél-szlovákiai magyar lakta járásokat. Fűrre a belső telepítés nyomán Apátkolosról (9), Báncsipkésről (11) és Ócsadról (13) érkeztek családok.

## Népessége
| Év:            | 1994. | 2004.    | 2014.   | 2024.  |
| -------------- | ----- | -------- | ------- | ------ |
| Emberek száma: | 1084  | 934      | 1000    | 901    |
| Eltérés:       |       | -13,83 % | +7,06 % | -9,9 % |

| Év:            | 2023. | 2024.   |
| -------------- | ----- | ------- |
| Emberek száma: | 898   | 901     |
| Eltérés:       |       | +0,33 % |

1880-ban 799 lakosából 694 magyar, 23 szlovák, 16 német, 23 más anyanyelvű, továbbá 43 csecsemő volt. 739 római katolikus, 16 református, 2 evangélikus, 1 görögkatolikus és 41 zsidó lakosa volt ekkor.
1890-ben 890 lakosából 863 magyar, 24 szlovák és 3 német anyanyelvű volt.
1900-ban 1049 lakosából 1032 magyar, 15 szlovák és 2 német anyanyelvű volt. 1019 római katolikus, 14 zsidó, 13 református és 3 evangélikus lakta.
1910-ben 1101 lakosából 1038 magyar, 58 szlovák és 5 német anyanyelvű, ebből 1060 római katolikus, 20-20 református és zsidó, valamint 1 evangélikus vallású volt.
1921-ben 1167 lakosából 1136 magyar és 14 csehszlovák volt.
1930-ban 1301 lakosából 1116 magyar és 149 csehszlovák volt.
1941-ben 1229 lakosából 1217 magyar volt.
1991-ben 1161 lakosából 959 magyar és 191 szlovák volt.
2001-ben 964 lakosából 822 magyar és 127 szlovák volt.
2011-ben 972 lakosából 707 magyar és 167 szlovák volt.
2021-ben 926 lakosából 620 (+15) magyar, 274 (+19) szlovák, 4 (+6) cigány, 3 egyéb és 25 ismeretlen nemzetiségű volt.

## Nevezetességei
- Szent Imre herceg tiszteletére szentelt római katolikus temploma a régi templom helyén, 1908-ban épült neoromán stílusban. Az oldalában álló feszületet 1855-ben állították.
- A Zichy-kastélyt a 18. század második felében a Horváth család építtette. 1830-ban átalakították, majd 1887-ben Steiger Gyula neoklasszicista stílusban építtette át. Később a Weiss, majd házasság révén a Zichy családé lett. Ma szociális otthon működik benne. Hatalmas ősparkja elhanyagolt állapotban van (2007).
- A Vargha-kúria a 17. század végén épült, a 18. század közepén klasszicista stílusban építették át. A 19. század eleje óta volt a Vargha család birtoka.
- A falu gazdag szakrális kisemlékekben: több feszület, egy Mária-szobor és egy 19. századi Nepomuki Szent János-szobor is található Fűrön.
- 1997-ben az önkéntes tűzoltóság 90. évfordulója tiszteletére emlékművet állítottak.
- 2018-ban kinevezték a falu kulturális központjának a Krokodil Pub nevezetű intézményt, melynek igazgatója Dönci.

## Galéria

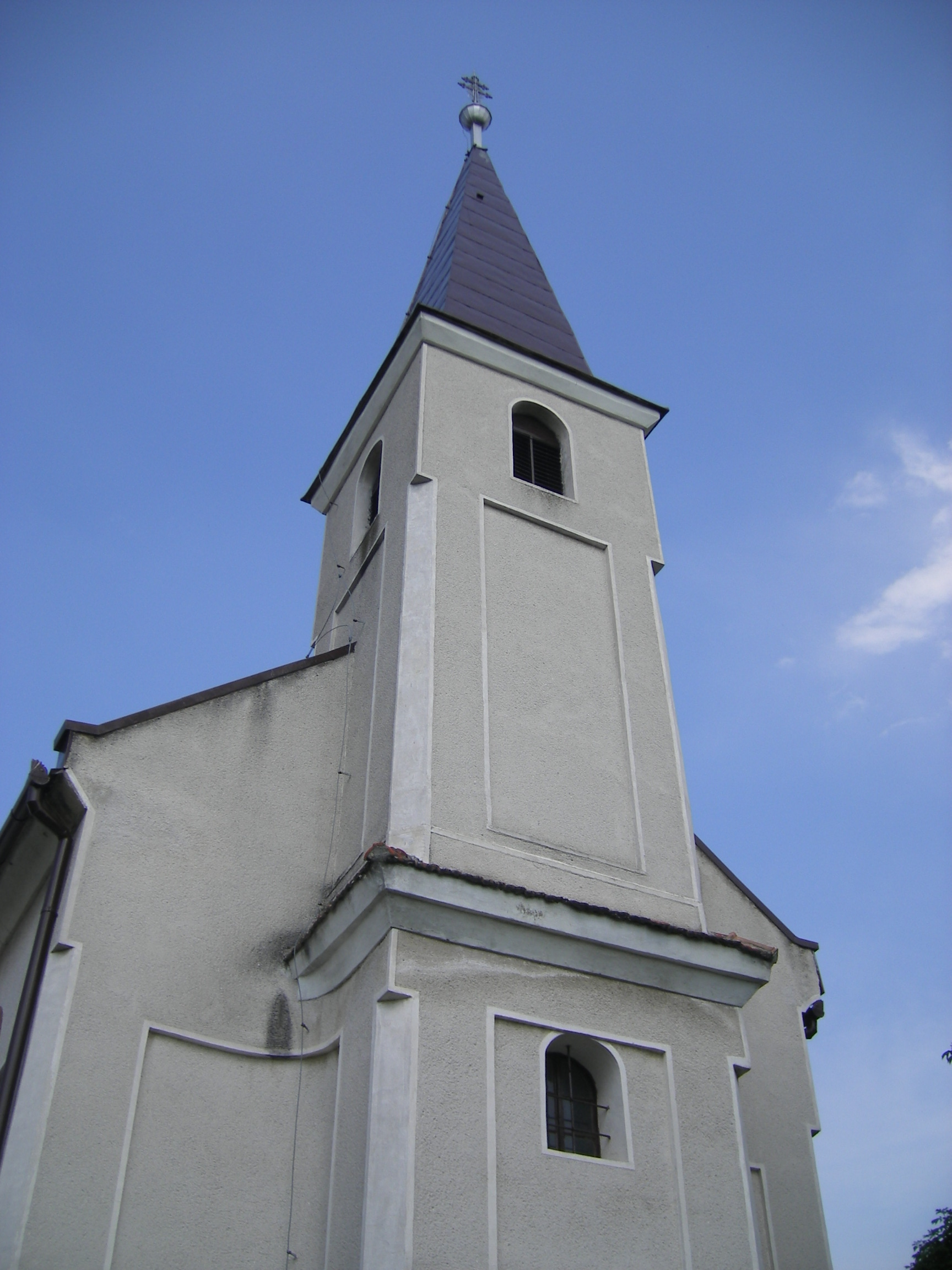
Fűr katolikus temploma
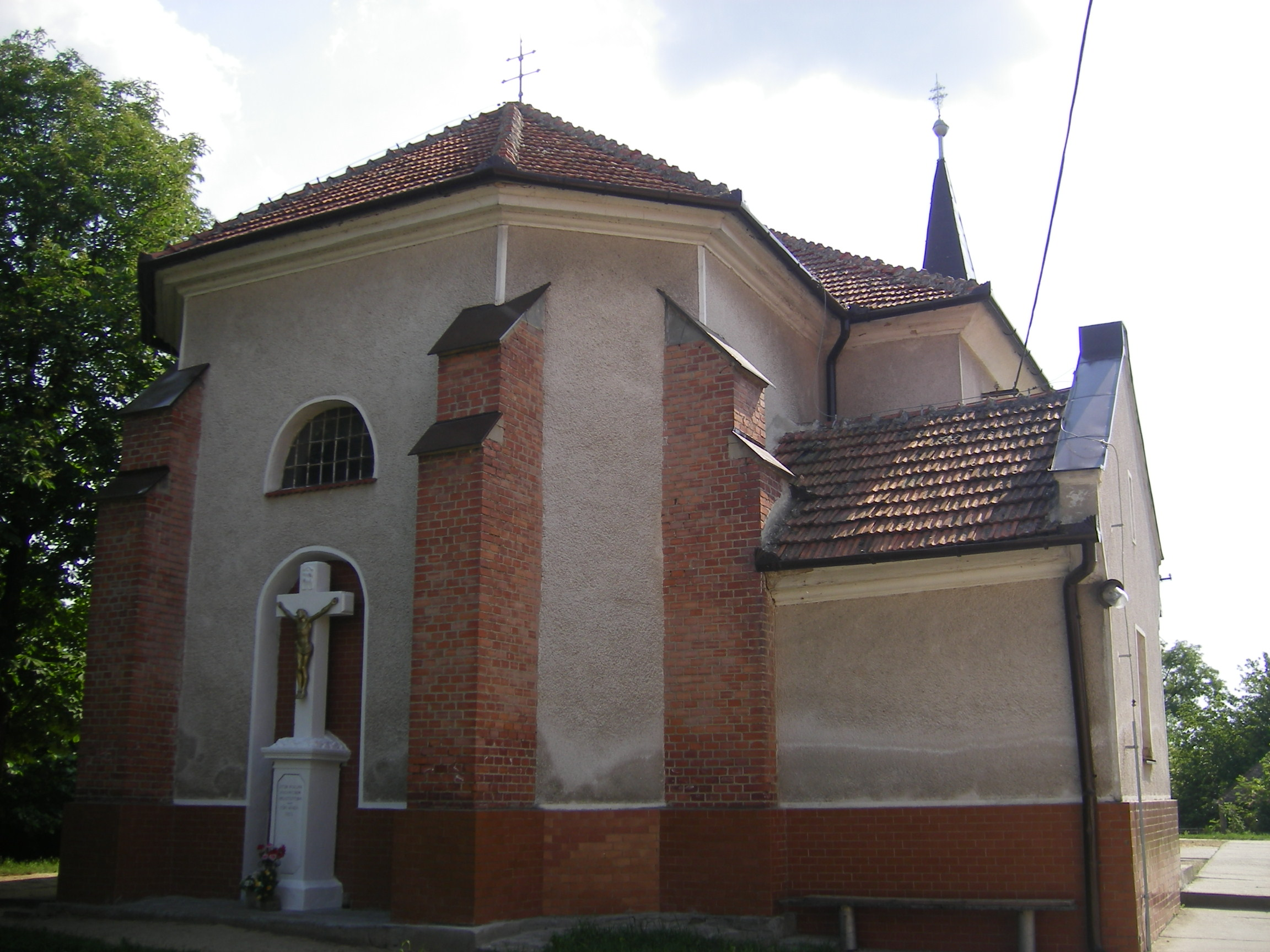
Katolikus templom
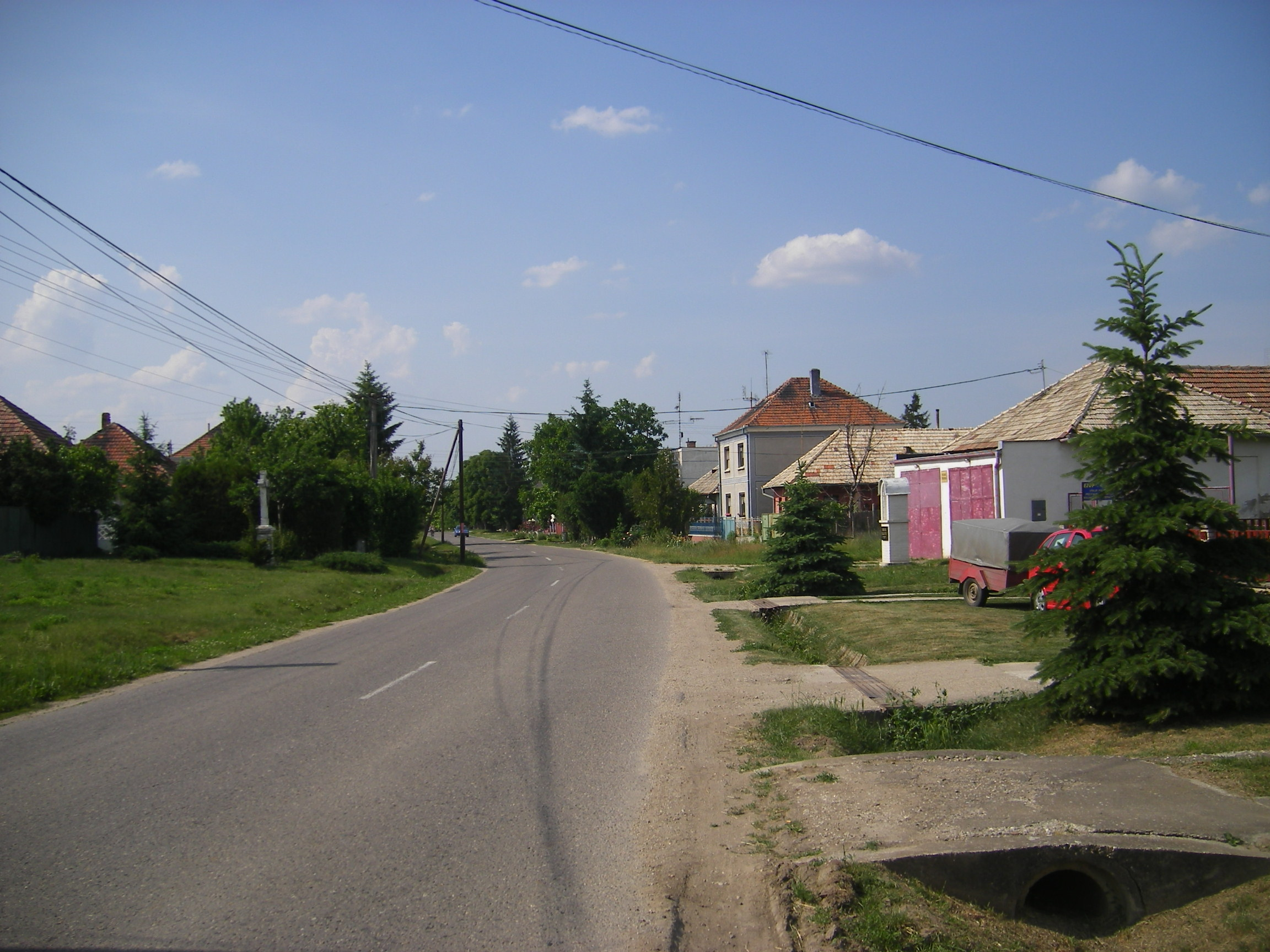
Főutca
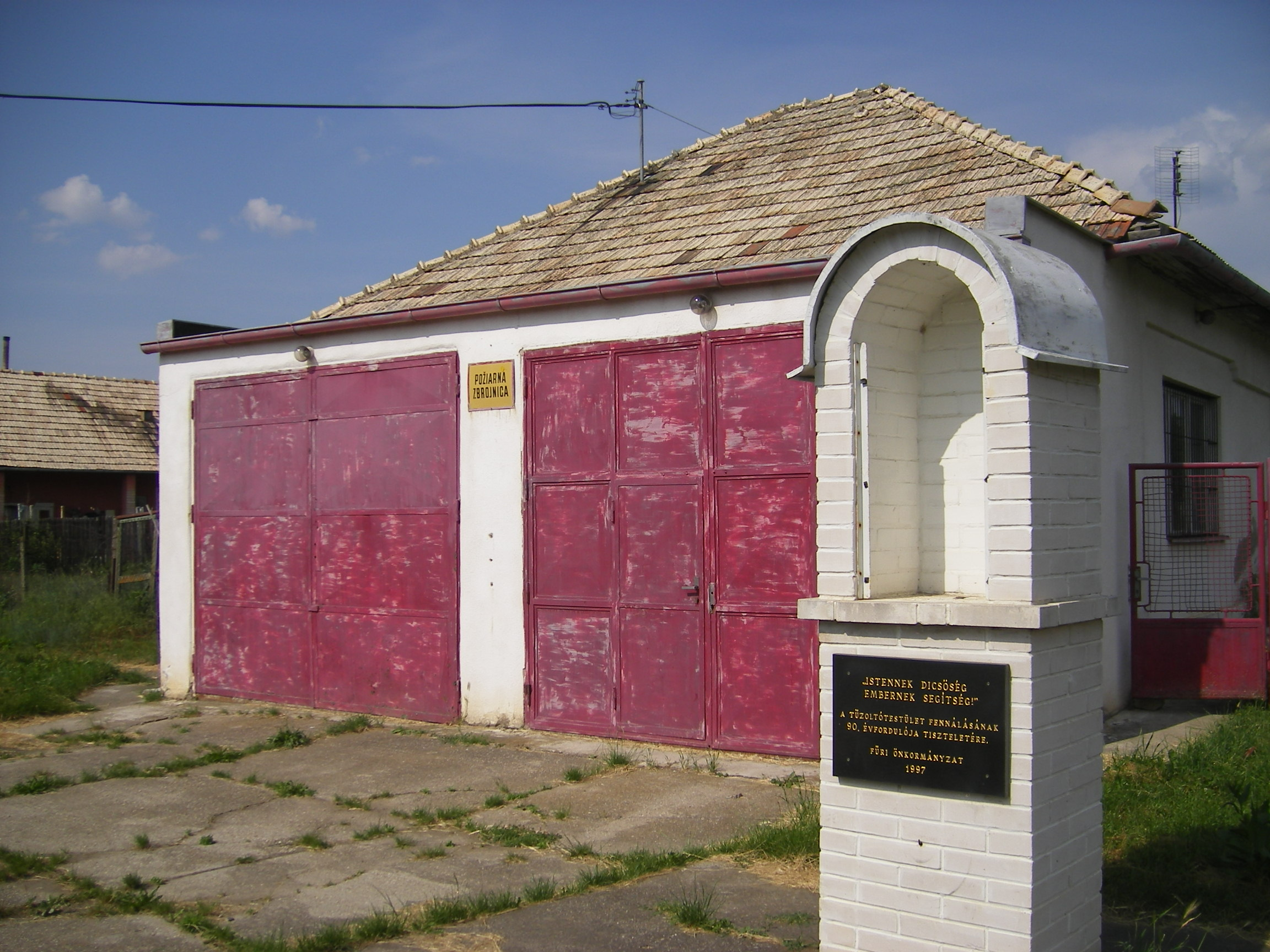
A tűzoltóegyesület emlékműve
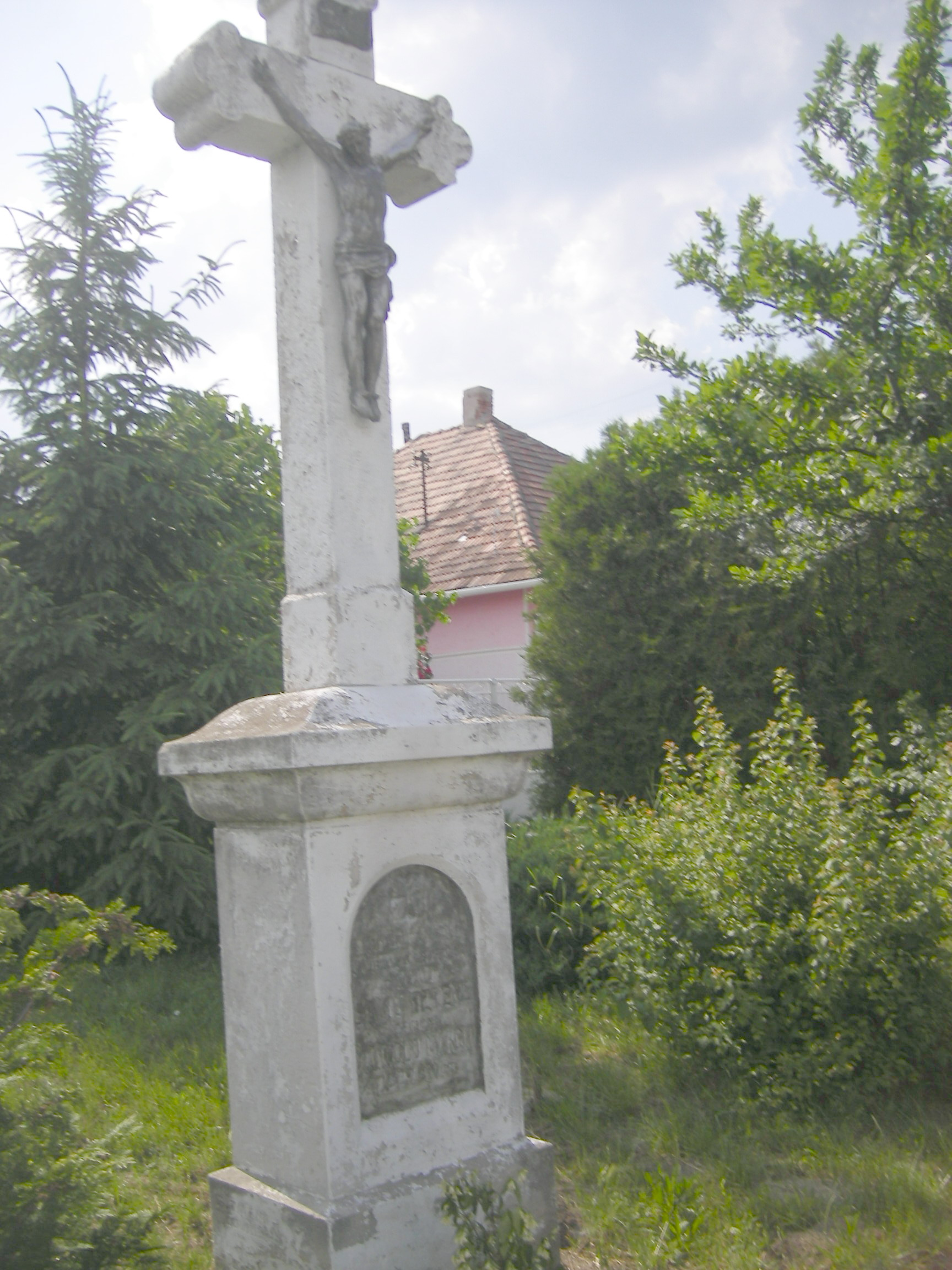
Útmenti feszület 1927-ből a főutcán
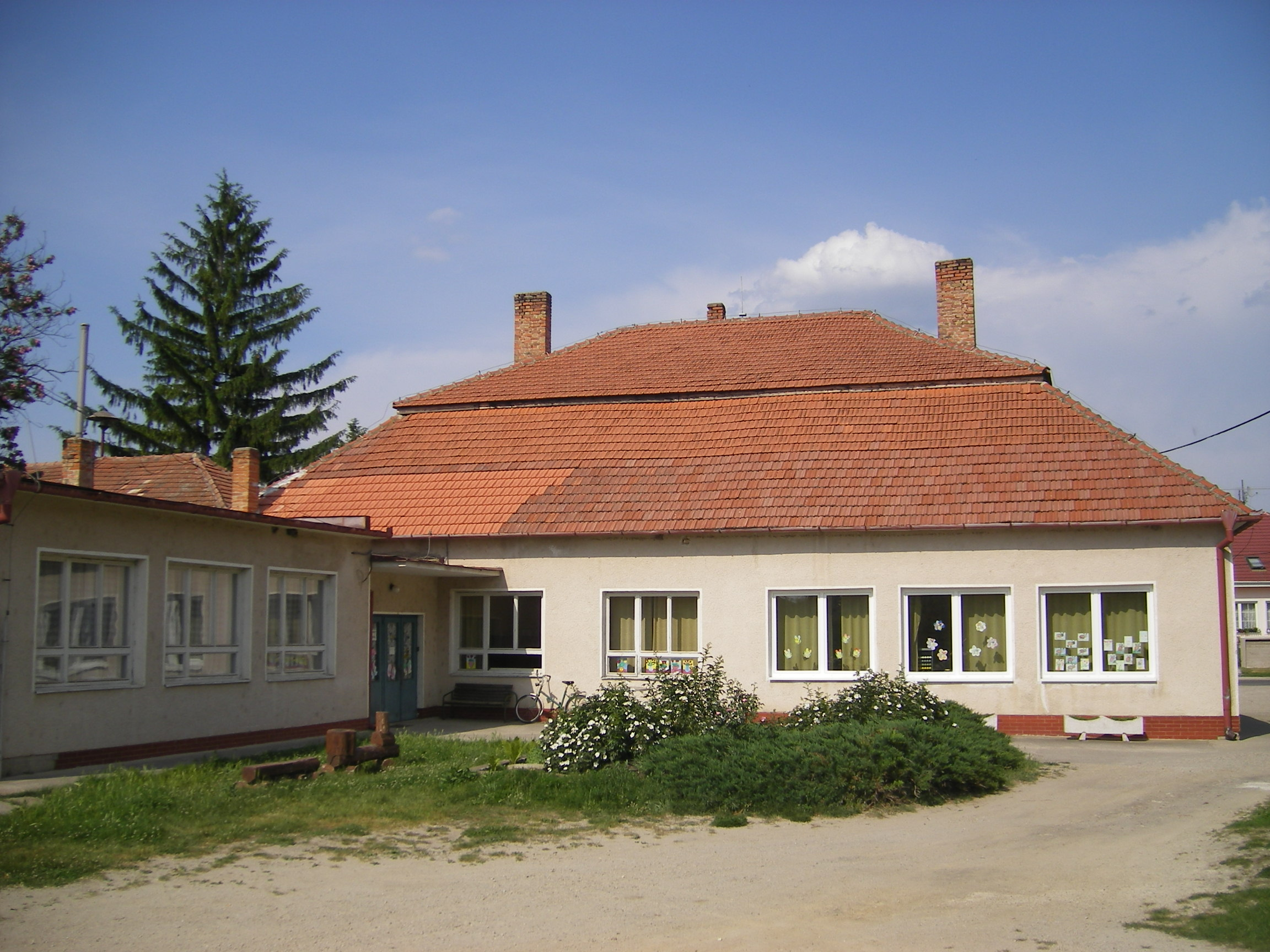
Alapiskola
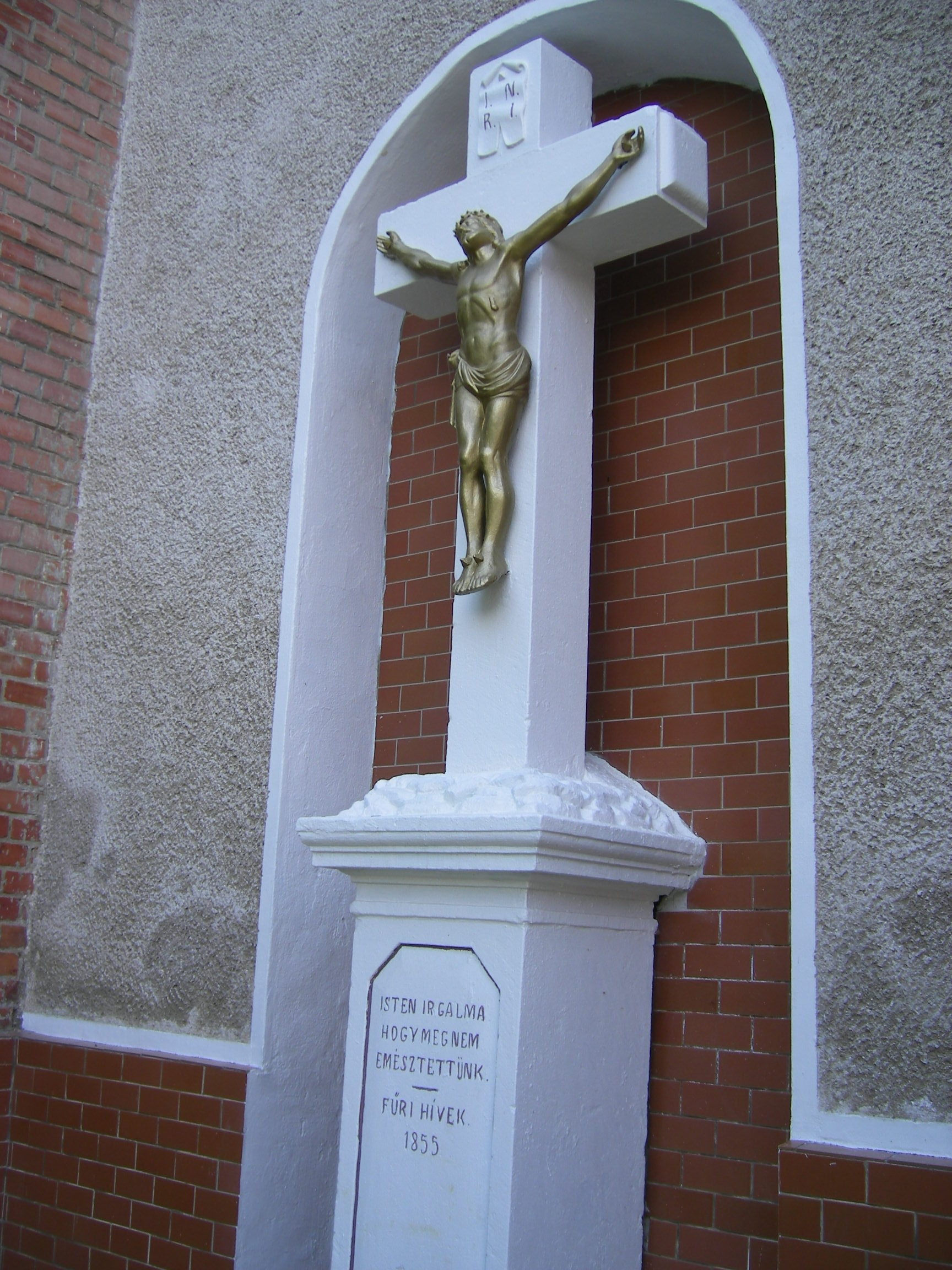
Feszület a katolikus templom mellett
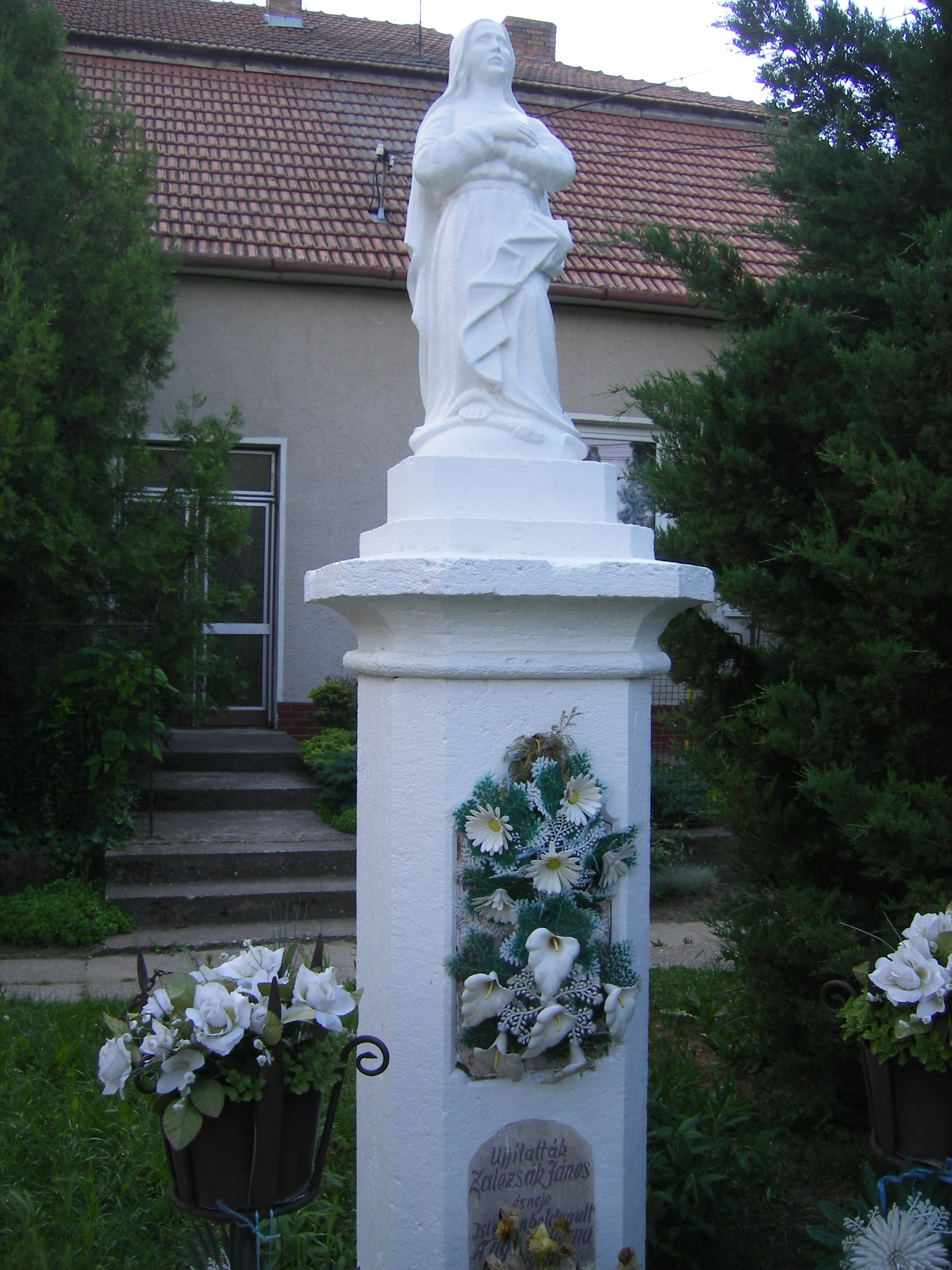
Mária-szobor
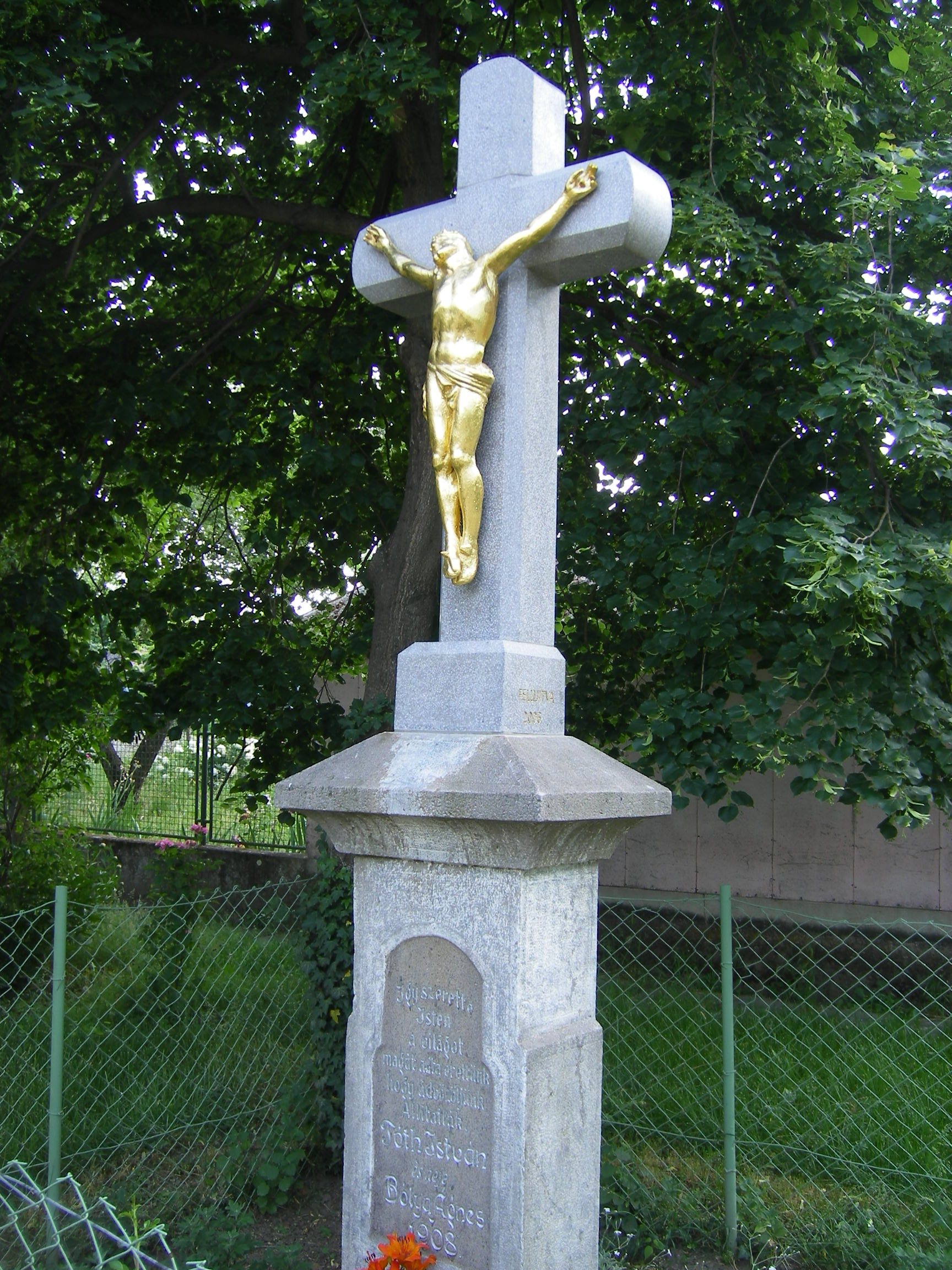
1908-ban állított feszület
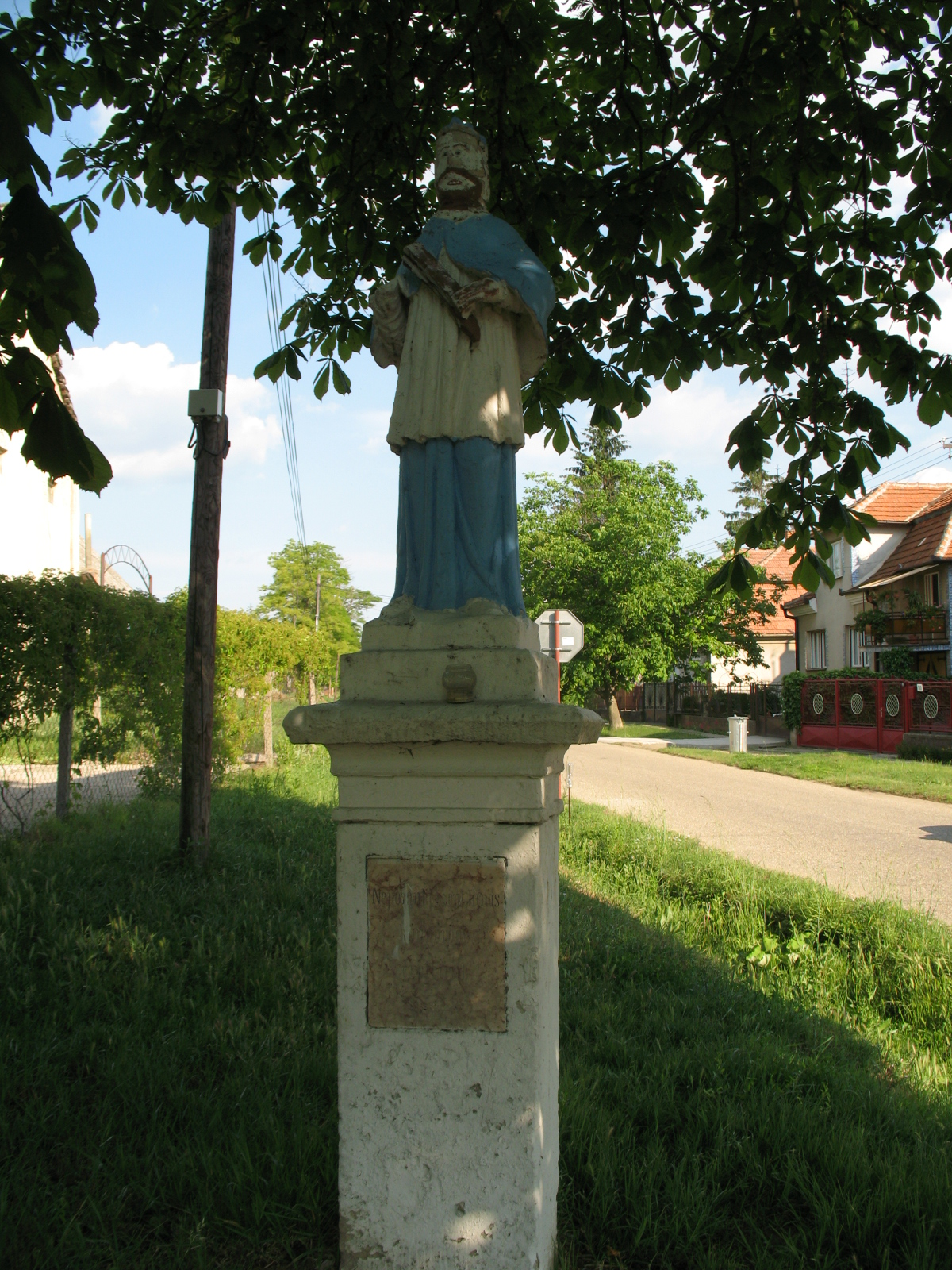
Nepomuki Szent János szobra
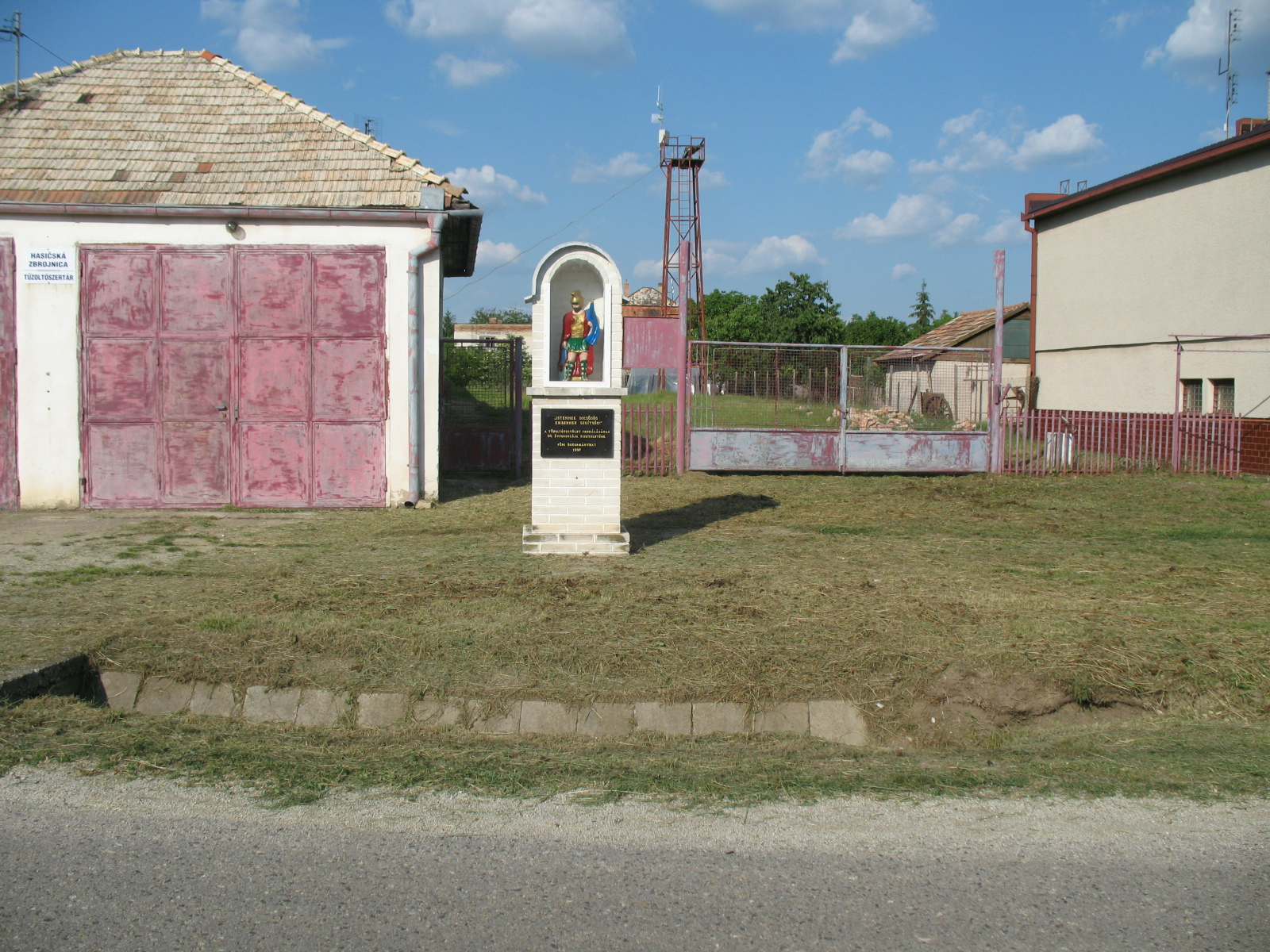
Tűzoltótestület 90 éves fennállására 1997
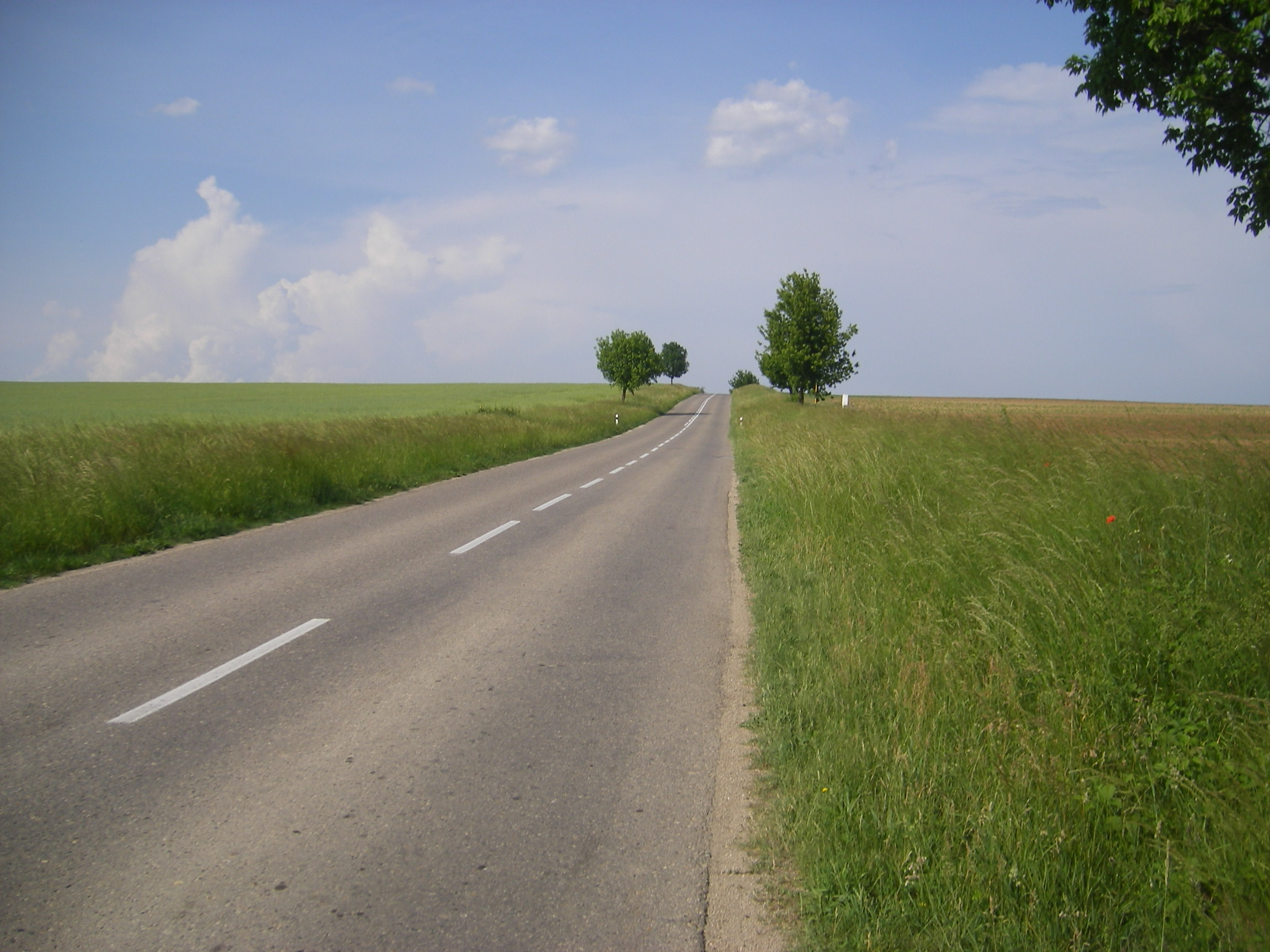
Országút Fűr és Csúz között
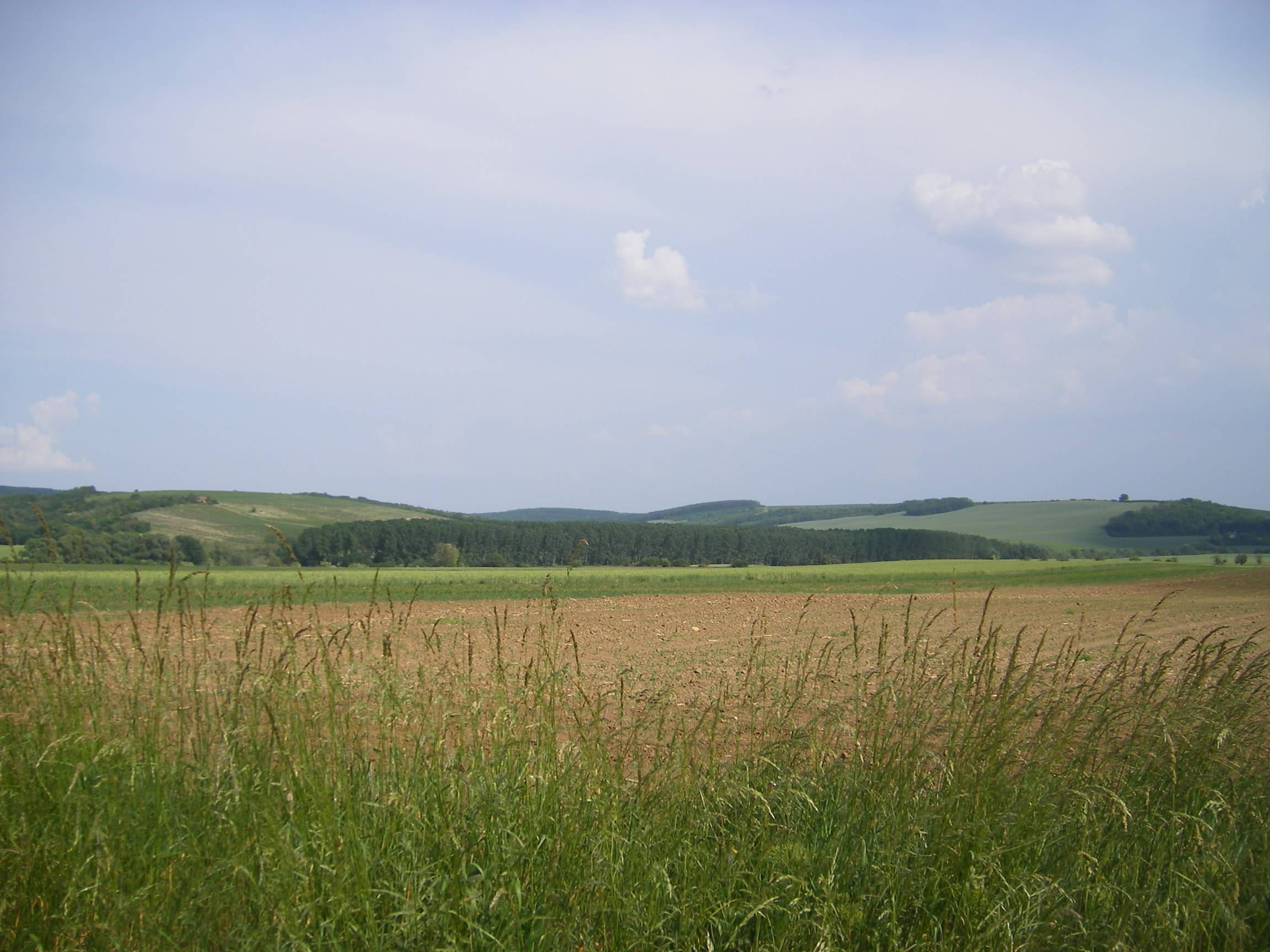
Tájkép Fűr és Csúz között